# Joachim Patinir
Joachim Patinir, também chamado de Patinier e de Patiner (1480 – 5 de outubro, 1524), foi um pintor flamengo do Renascimento, especializado em motivos históricos e paisagens. Era provavelmente tio de Herri met de Bles, com quem ajudou a estabelecer um estilo marcante de paisagens. 
Originalmente de Dinant ou Bouvignes, na atual Bélgica, Patinir se tornou membro da Guilda de São Lucas, em Antuérpia, em 1515, onde ele passou o resto de sua vida. Ele deve ter estudado com Gerard David em Bruges. Em 1511, Patinir viajou para Gênova com David e Adrien Isenbrandt.
Em 1521, Albrecht Dürer, amigo de Patinir, pintou seu retrato. Dürer chamava Patinir de "der gute Landschaftmaler" ("um bom pintor de paisagens"), criando então um neologismo depois traduzido para o francês. Patinir deixava suas paisagens diminuir suas figuras, que eram muitas vezes pintadas por outros artistas, e suas imensas pisagens combinavam a observação de detalhes naturais com a fantasia lírica. 
Existem somente cinco pinturas assinadas por Patinir. Quando ele morreu, na Antuérpia, em 1524, Quentin Metsys tornou-se tutor de seus filhos.

## Obras
- Descanso na Fuga para o Egipto (c. 1515)
- Caronte atravessando o Estige (c. 1515-1524)

## Galeria

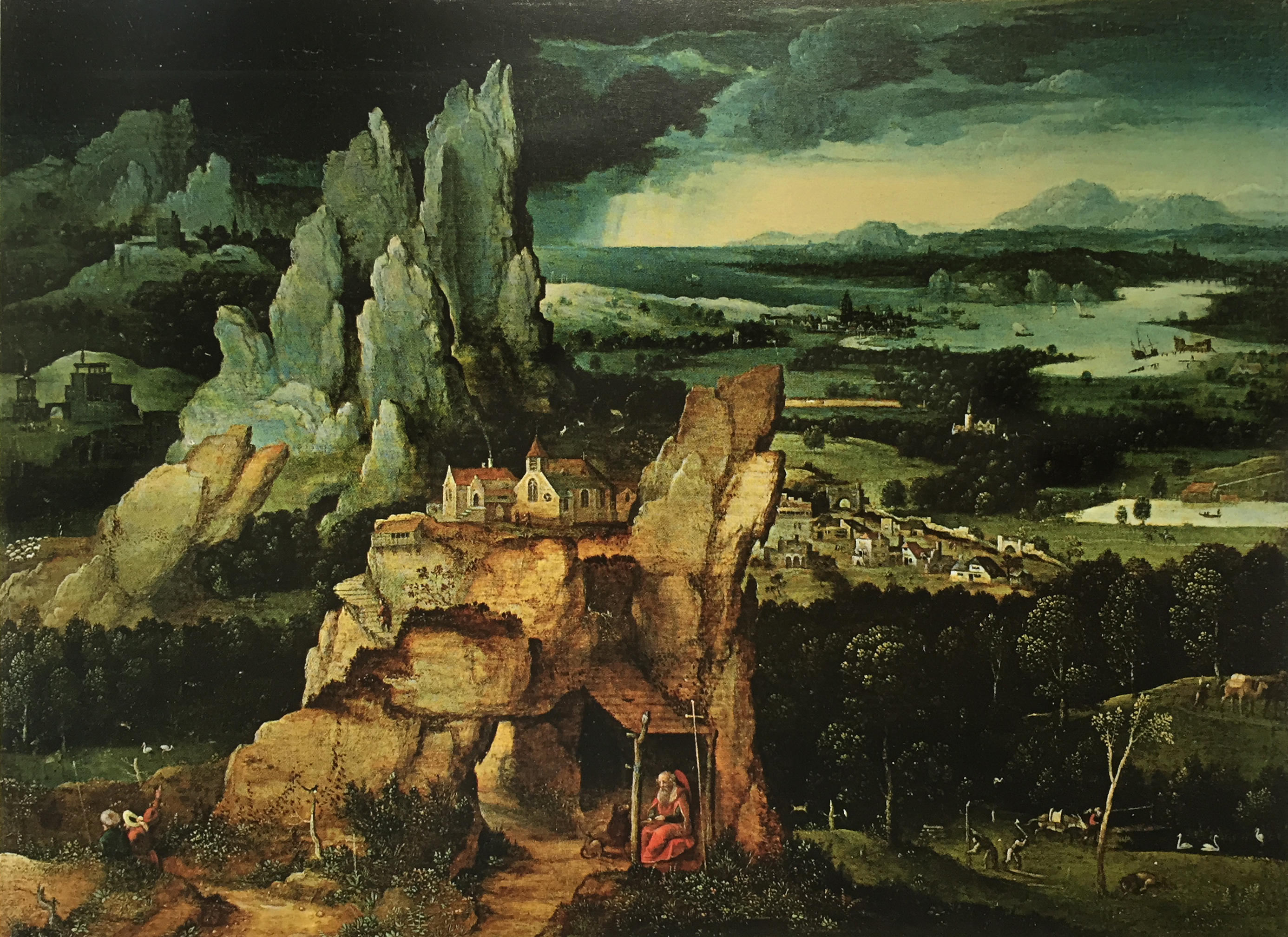
Paisagem com São Jerônimo
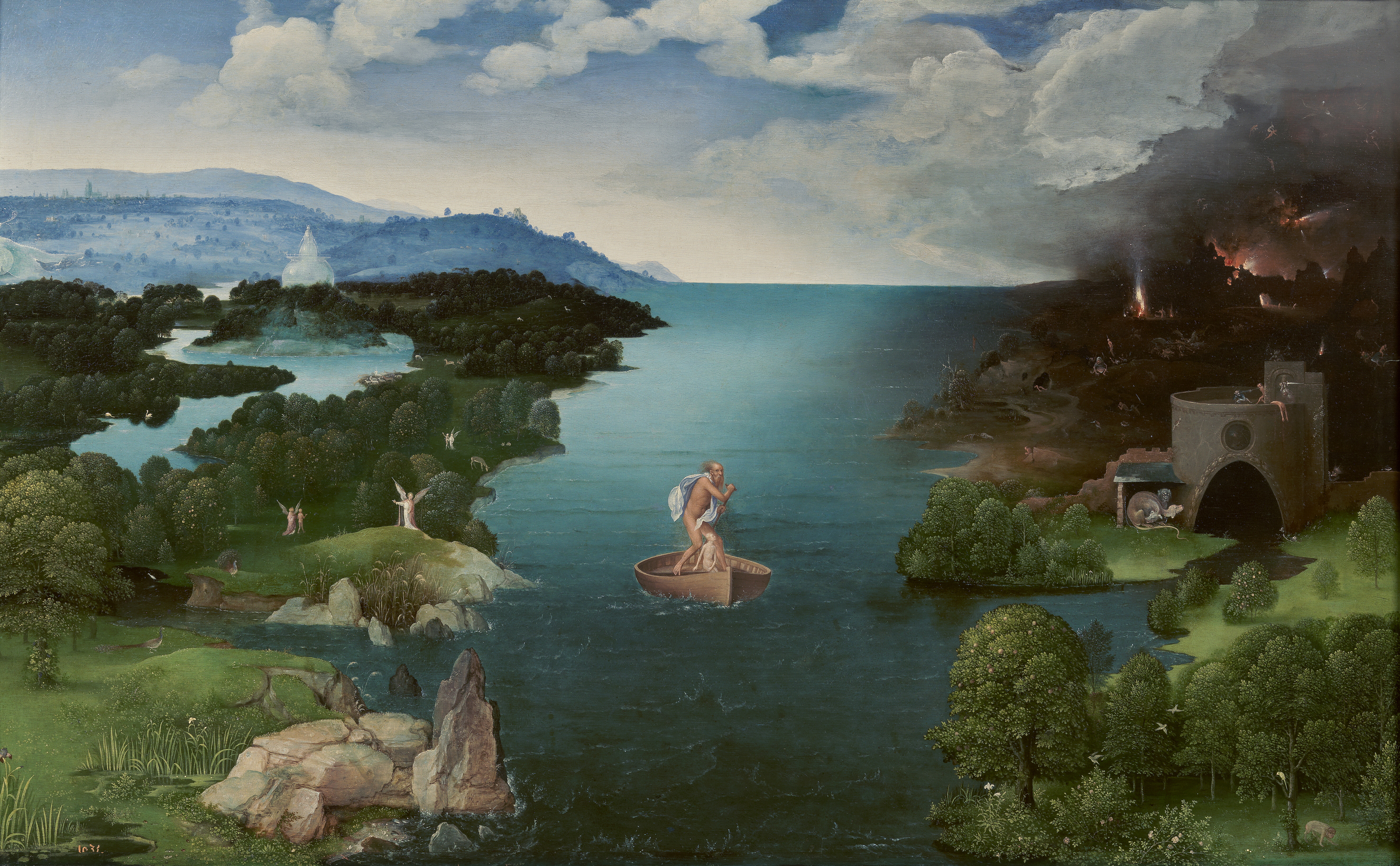
Caronte atravessando o Estige